# Philochortus hardeggeri
Philochortus hardeggeri là một loài thằn lằn trong họ Lacertidae. Loài này được Steindachner mô tả khoa học đầu tiên năm 1891.